# Paqui
Paqui, właśc. Francisco Nicolás Veza Fragoso (ur. 6 grudnia 1970 w Alicante) – hiszpański piłkarz występujący na pozycji obrońcy. 

## Kariera klubowa
Paqui karierę rozpoczynał w 1988 roku w rezerwach Barcelony, grającym w Segunda División. W sezonie 1988/1989 spadł z nimi do Segunda División B. W 1990 roku został graczem zespołu CD Tenerife z Primera División. W lidze tej zadebiutował 4 listopada 1990 w wygranym 2:1 meczu z Cádiz CF. Graczem Tenerife był przez pięć sezonów.
W 1995 roku Paqui odszedł do Realu Saragossa, także występującego w Primera División. Spędził tam sezon 1995/1996. W kolejnym sezonie występował w drużynie Hércules CF, również z Primera División. W 1997 roku przeszedł do UD Las Palmas, grającego w Segunda División. W sezonie 1999/2000 wywalczył z nim awans do Primera División. 20 grudnia 2000 w wygranym 3:2 pojedynku z Osasuną strzelił pierwszego gola w tej lidze. Po spadku Las Palmas do drugiej ligi w sezonie 2001/2002, na następny sezon został wypożyczony do pierwszoligowej Osasuny. Potem wrócił do Las Palmas, gdzie w 2004 roku zakończył karierę.
W Primera División rozegrał 221 spotkań i zdobył 2 bramki.

## Kariera reprezentacyjna
Paqui występował w reprezentacji Hiszpanii U-19, U-20 oraz U-21.
W 1992 roku był członkiem reprezentacji, która zdobyła złoty medal na letnich igrzyskach olimpijskich.